# Naked and True Clips
『Naked and True Clips』（ネイキッド・アンド・トゥルー・クリップス）は、日本の女性歌手hiroによる、2枚目のアルバム『Naked and True』に収録されたシングル曲、アルバム曲を中心に構成されたビデオクリップ集。2003年3月19日にSONIC GROOVEより発売した。収録時間は39分。

## 収録
1. Your innocence
4thシングル。
2. Confession
5thシングル。
3. love you
6thシングル。
4. Eternal Place
7thシングル。
5. Notice my mind
8thシングル。
6. Baby don't cry
9thシングル。
7. TV SPOT
8. OFF SHOT